# Mietvilla Reinickstraße 11

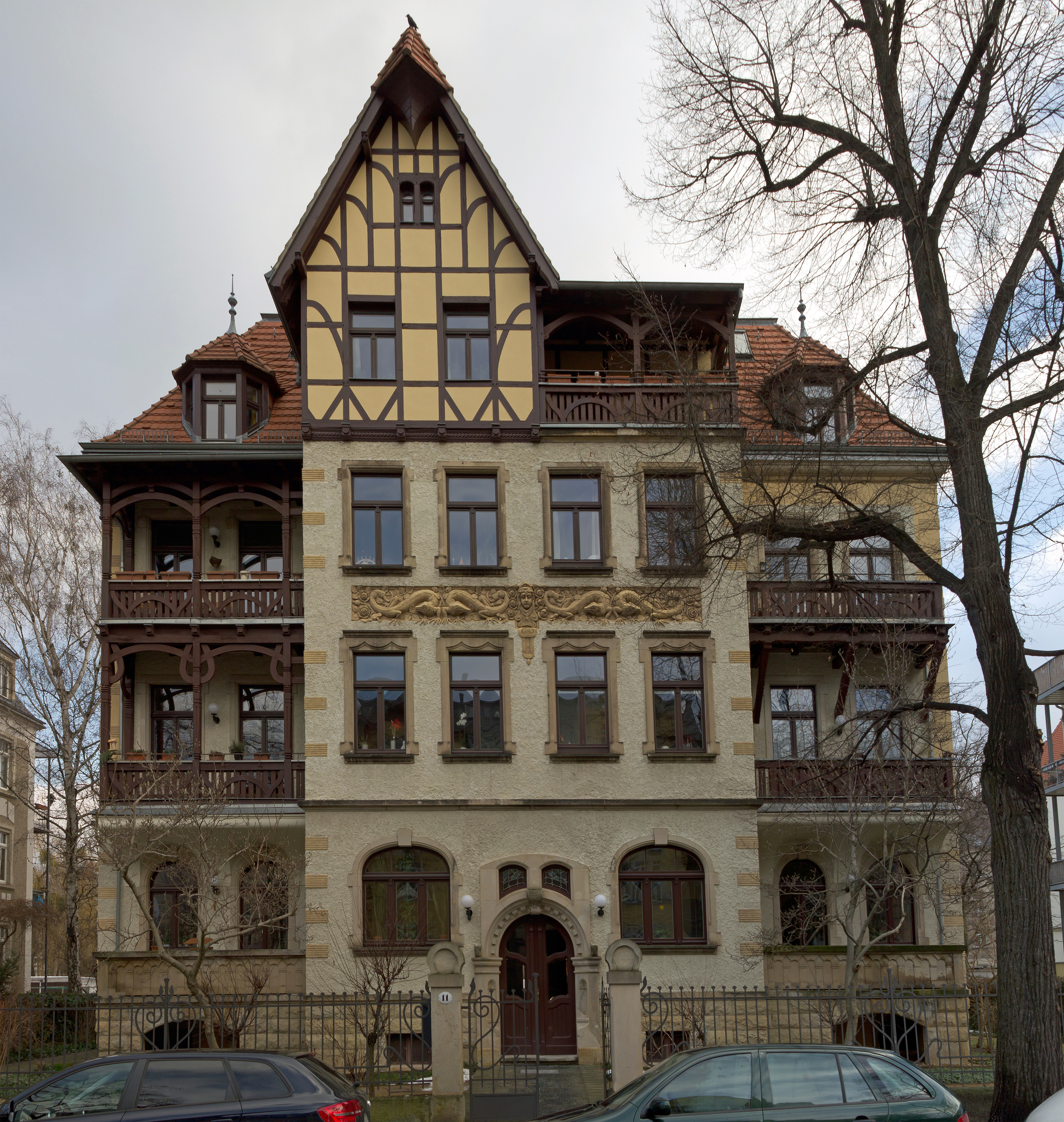
Reinickstr. 11

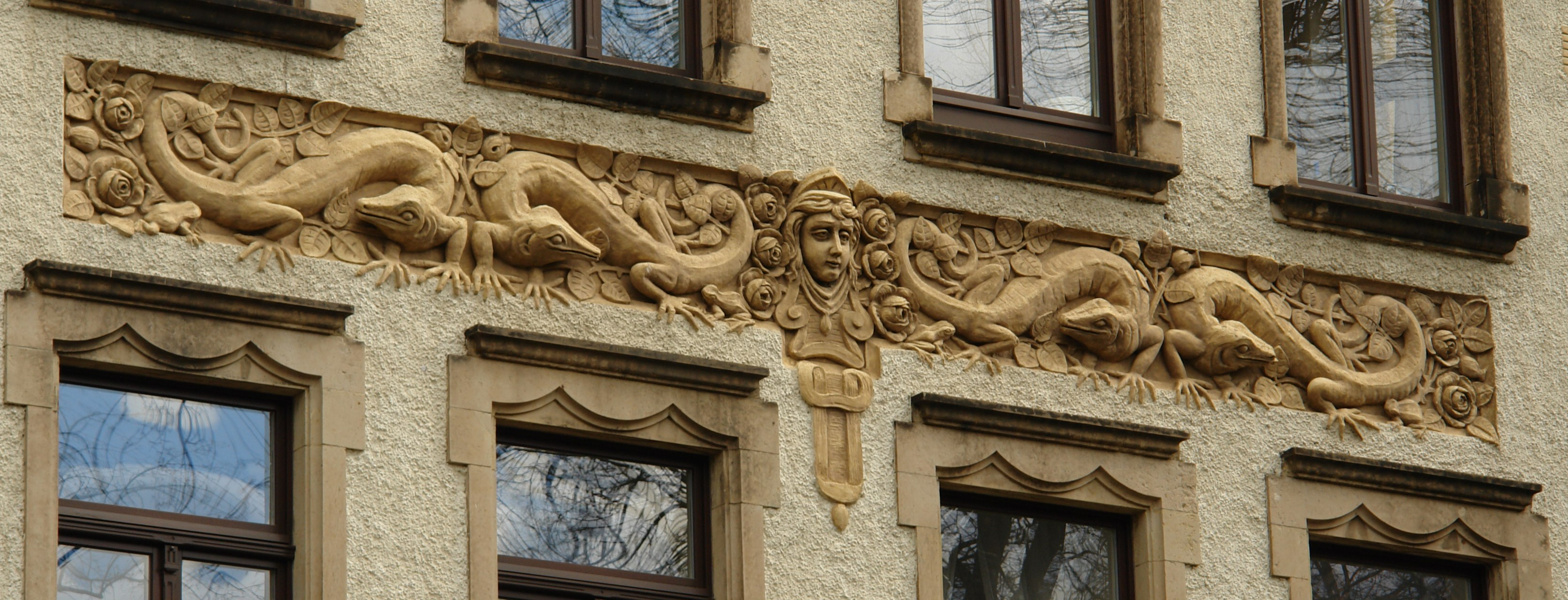
Schmuckdetail

Die Mietsvilla Reinickstraße 11 ist ein denkmalgeschütztes freistehendes Mehrfamilienwohnhaus an der nach dem Dichter und Maler Robert Reinick benannten Straße im Dresdner Stadtteil Striesen.
Das freistehende Gebäude wurde im Jahre 1903/04 für Clara Zschech erbaut, deren Ehemann als Bauunternehmer den Bau ausführte. Bemerkenswert ist die „differenzierte Putzstruktur“ mit „stark plastischen“ Arbeiten. So sind die Spiegelfelder mit Reliefarbeiten geschmückt, die Eidechsen zeigen. Ein Giebel ist in Fachwerk ausgeführt. Das Gebäude verfügt über drei Geschosse; das Dachgeschoss wurde ausgebaut. Ein Mittelrisalit nimmt vier Achsen ein. Seitlich gehen Balkone mit hölzernen Balustraden ab. Hinter dem im Stile der deutschen Renaissance gestalteten Sandsteinportal findet sich im Entrée eine reichhaltige Jugendstilausmalung. Hinter der bunt verglasten Eingangstür folgt eine Treppe ins Erdgeschoss. Der Boden ist bunt gefliest, die untere Wandzone ist Marmor imitierend bemalt. Die farbige Wandbemalung wird oben von Stuckfriesen eingefasst. Die Malereien zeigen eine aus monochromen Farbflächen zusammengesetzte farbenfrohe Wasserlandschaft mit Seerosen und Kranichen. Im Parterre folgt auf der linken Seite ein einzelnes Wandgemälde. Es zeigt, in üppiger Umrahmung aus stilisierten Pflanzen und Blüten,  zwei Reiher in einem Seerosenteich. Auch das restliche Treppenhaus ist mit Ornamenten, Friesen und Linienmustern geschmückt.
Stilistisch ist das Gebäude einem vom Jugendstil überlagerten Spät-Historismus zuzuordnen. Bodenfliesen, Sockelmarmorierung und Stuckfriese sind eher noch dem Historismus verpflichtet, während an Decken und Wänden zum Beispiel durch die florale Rahmung der Wandbilder der Jugendstil in Erscheinung tritt. Die Wandbilder des Entrées stammen möglicherweise erst aus den 1930er-Jahren.